# Buduar

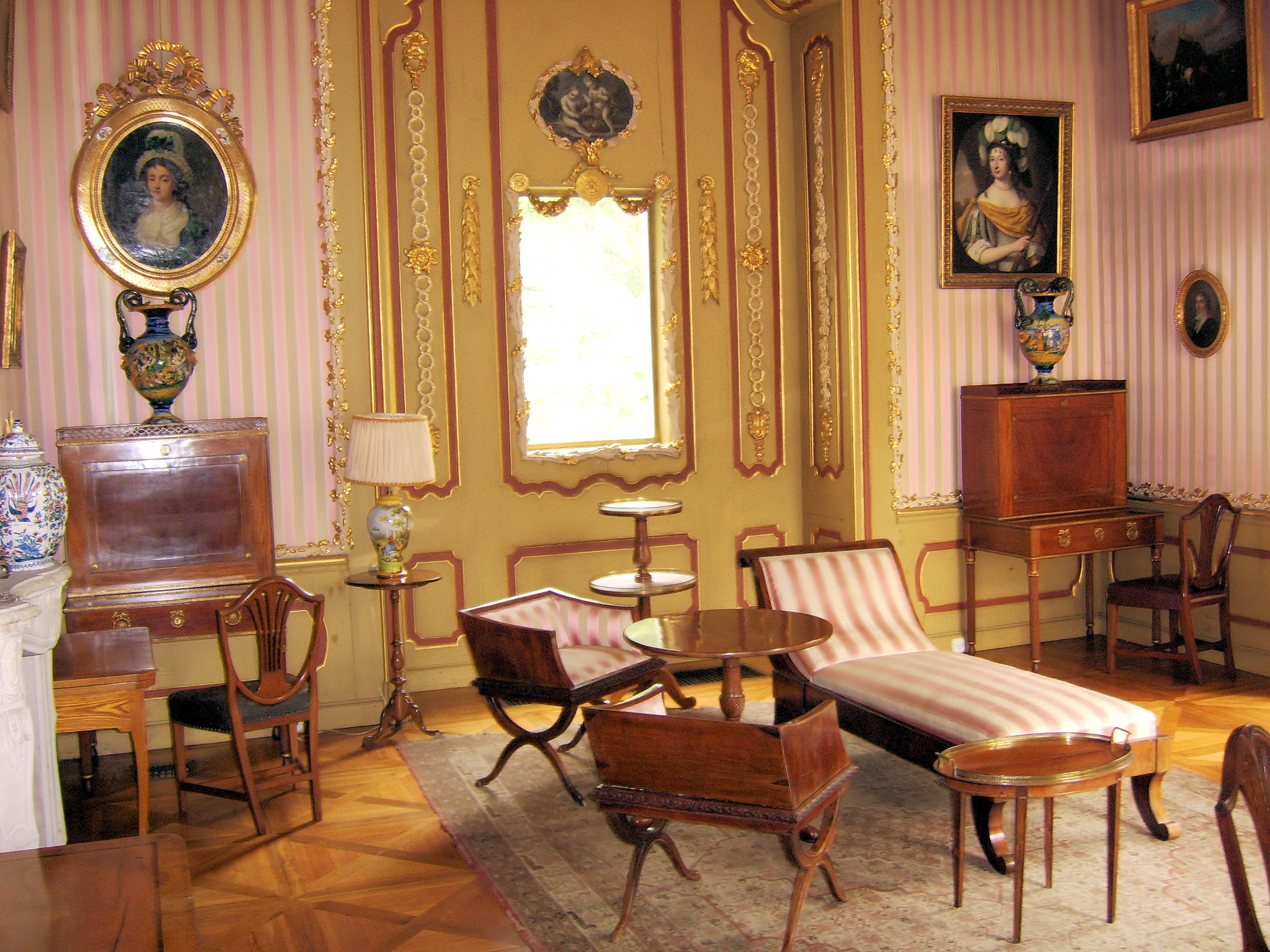
Buduar w pałacu w Nieborowie o neorokokowym wystroju wnętrza

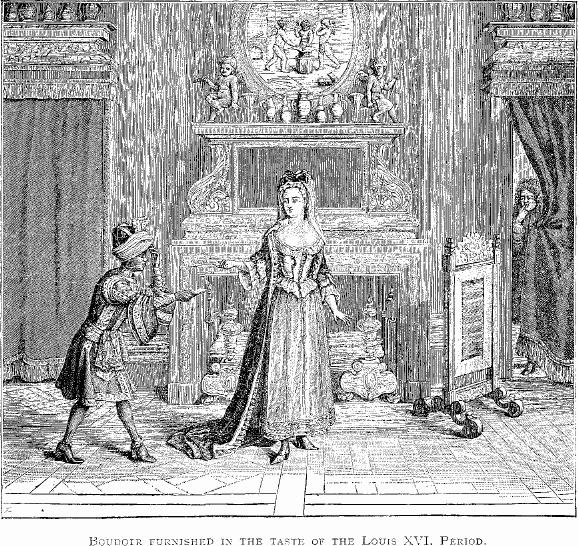
Ilustracja buduaru, umeblowanego w stylu Ludwika XVI

Buduar (fr. boudoir) – wytwornie umeblowany i wykwintnie ozdobiony, niewielki pokój zajmowany przez panią domu.
Był to pokój niewielkich rozmiarów, którego umeblowanie stanowiły fotele, sofy, stoliki, biureczka. 
Umieszczony był zazwyczaj między salonem a sypialnią. Pełnił rolę gotowalni, miejsca wypoczynku pani domu, prywatnych spotkań, pisania listów i innych zajęć. Był odpowiednikiem gabinetu męskiego.
Pierwsze buduary powstały we francuskich pałacach w XVIII wieku. Powszechnie występował w okresie rokoka, klasycyzmu i romantyzmu. Moda na buduary przetrwała do XIX wieku, choć jeszcze w początkach XX wieku występował w bogatszych apartamentach.